# Isla del Perejil

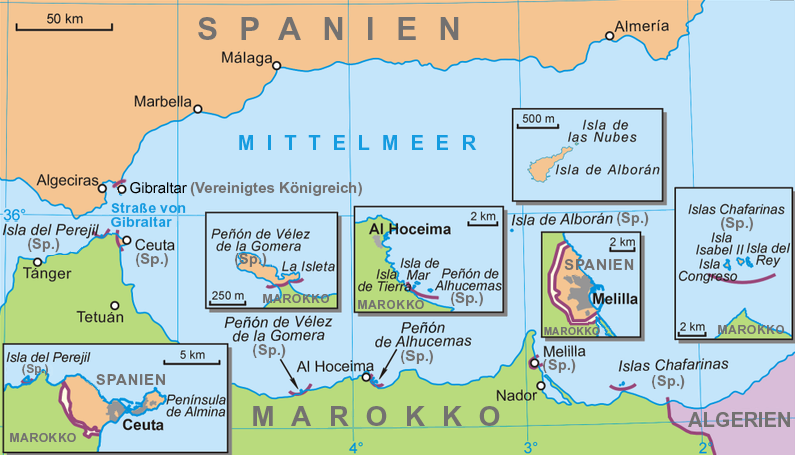
Besitzungen Spaniens im Mittelmeerraum

Die Isla del Perejil (französisch: Îlot Persil; deutsch: Petersilieninsel; arabisch جزيرة تورة, DMG Ǧazīrat Tūra oder ليلى Lailā ‚Nacht‘) ist eine kleine felsige Insel in der Straße von Gibraltar und gehört zu Spanien. Sie ist wegen ihrer Lage von strategischer Bedeutung.

## Geographie
Die Isla de Perejil ist der marokkanischen Küste am Jbel Musa 200 Meter vorgelagert und liegt rund acht Kilometer westlich der spanischen Exklave Ceuta; sie ist 400 Meter lang und ebenfalls etwa 400 Meter breit. Der höchste Punkt liegt 74 Meter über dem Meeresspiegel. Spärliche Reste alter Bebauung existieren; seit Längerem ist die Insel jedoch unbewohnt.

## Geschichte
Nach der Eroberung von Ceuta 1415 durch Portugal war Perejil zunächst portugiesisches Territorium. Seit der Personalunion Portugals mit Spanien (1580) und auch nach ihrer Auflösung (1640) gehören Perejil und das benachbarte Ceuta zu Spanien; dieser Status quo wurde im Frieden von Lissabon (1668) entsprechend fixiert. Mehrfache militärische Forderungen in der Vergangenheit, Perejil zu einem Militärstützpunkt auszubauen, wurden aus Kostengründen immer wieder abgelehnt. Ab Ende des 19. und Anfang des 20. Jahrhunderts tauchte es auf spanischen Karten als Punta Alemán (Deutsches Kap) auf, da es als natürlicher Schutzhafen für deutsche U-Boot-Schiffe diente.

## Besitzansprüche
Die Insel wird von Marokko beansprucht. Im Unabhängigkeitsvertrag Marokkos 1956 wird sie nicht erwähnt; daher scheint ihre Zugehörigkeit zweifelhaft. Der Großteil der spanischen Bevölkerung war sich dieses Problems nicht bewusst, bis am 11. Juli 2002 im sogenannten Petersilienkrieg sechs marokkanische Soldaten die Insel besetzten, um – wie verlautbart wurde – von hier aus den illegalen Drogenschmuggel beobachten zu können. Dies rief einen diplomatischen Streit hervor, weil beide Staaten die Insel beanspruchten. Spanien entsandte zur Bekräftigung der spanischen Besitzansprüche 28 Mann der Lenkwaffenfregatten Navarra und Numancia nach Ceuta, die dort am 15. Juli 2002 eintrafen. Am 18. Juli 2002 brachten spanische Bodentruppen sowie Marine- und Lufteinheiten die marokkanischen Soldaten von der Insel. Diese leisteten keine Gegenwehr; daraufhin wurde die marokkanische Flagge wieder gegen eine spanische ausgetauscht.
Nach internationalen Vermittlungsbemühungen einigten sich die beiden Staaten darauf, den vor dem 11. Juli 2002 herrschenden Status quo wieder einzuführen. Seit dem Januar 2003 sind die diplomatischen Beziehungen wieder normalisiert. Da Marokko auch Anspruch auf die spanischen Exklaven Ceuta und Melilla erhebt, die sich in einer ähnlichen Situation wie Perejil befinden, geht die Bedeutung der Isla del Perejil über das rein Strategische hinaus, da eine Übergabe an Marokko einen Präzedenzfall dargestellt hätte.